# 富山市立呉羽小学校

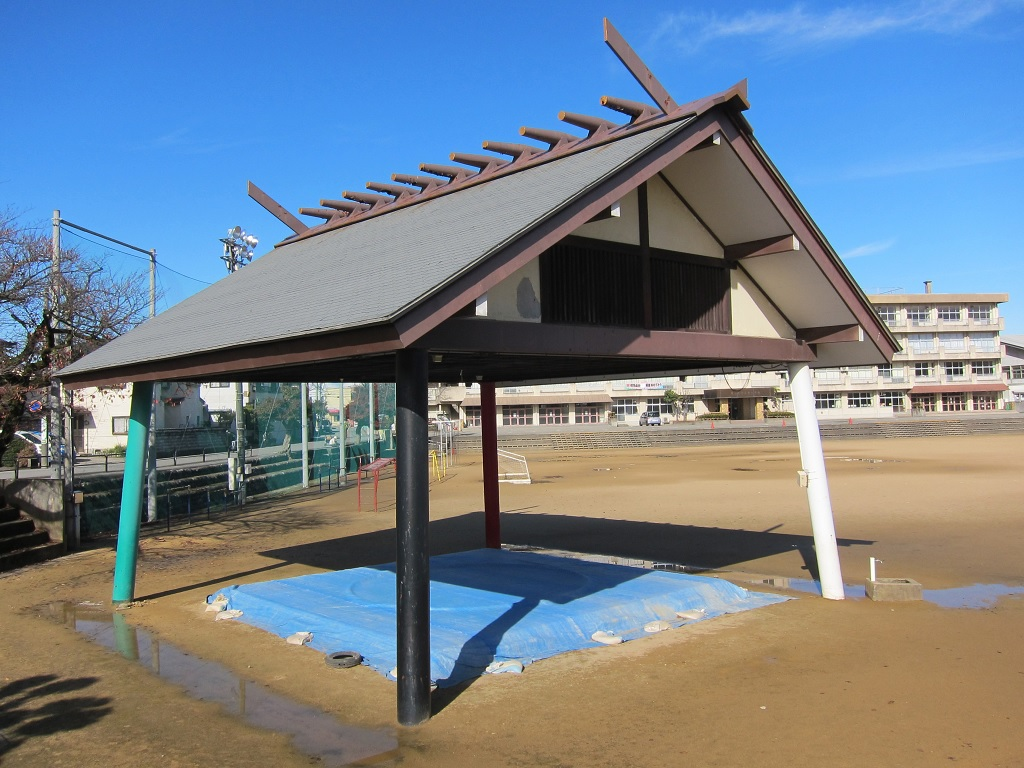
相撲場『呉羽太刀山道場』（太刀山峯右エ門#エピソード を参照）

富山市立呉羽小学校（とやましりつ くれはしょうがっこう）は富山県富山市にある公立小学校。

## 沿革
- 1873年10月22日 - 婦負郡小竹村（現・富山市呉羽地区）に『初等小学校』および普通小学校が置かれる（文部省の記録より。学校の記録では『普通』『初等』の2校を創立したとなっている）[2]。
- 1879年9月末 - 小竹村だけの普通小学校が作られ、同年10月には婦負郡吉作村が2階建ての秀業小学校を新築する[3]。
- 1887年4月 - 小竹村の普通小学校と吉作村の秀業小学校の両校を廃止し、追分茶屋小学校が高源寺に設置された[4]。
- 1890年
  - 4月1日 - 小竹の報恩寺に簡易科西呉羽小学校が設置された[5]。
  - 9月30日 - 簡易科を廃止し、同年10月から西呉羽尋常小学校が発足[6]。
- 1892年7月20日 - 小竹村字古鳥6171番地に村役場が1階に入った3教室の校舎が完成[6]。この建物は非常に丈夫だったため、1940年まで村役場と警察官駐在所が入り、1941年から季節保育所が移転、以降も1953年まで使用されていた[7]。
- 1897年 - 1階の児童控室を教室にし、3教室だった2階を区切り直して4教室にした[8]。
- 1899年 - 初等科を廃止し、2年制の高等科を新設。1900年には4年制となった。この頃までに西呉羽尋常高等小学校と改称[8]。
- 1903年 - 2教室を増築[8]
- 1910年10月 - 各階3教室2階建て校舎新築工事に着手[9]。
- 1911年6月13日 - 新校舎完成に伴い、新築落成記念式挙行[9]。
- 1915年 - 2階建て8教室に増築[10]。
- 1924年 - 体育館完成[10]。
- 1935年 - 鉄骨200坪の体育館を新築[11]。当時は県内最大規模の学校体育館で、他に児童昇降口60坪、付属建物12坪も新築。旧体育化案は特別教室に改築し、裁縫室、手工室、家事室外に2教室が入った[12]。
- 1939年10月22日 - 校歌を制定[13]。
- 1940年 - 呉羽尋常高等小学校と改称[14]。同年、太刀山峯右エ門の寄附（1,000円）の殆どを使い、校内に相撲殿が建設される[15]。
- 1941年4月 - 呉羽国民学校と改称[16]。
- 1947年4月 - 呉羽小学校に改称[17]。同年4月19日、学校組合立呉羽中学校（現・富山市立呉羽中学校）が、呉羽小学校内にて開校[18]。
- 1952年 - 校舎改築の基礎工事に着手[19]。
- 1954年1月18日 - 新校舎落成。これに伴い茶畑だった隣接場所3,500坪がグラウンドとして購入され、整地された[19]。
- 1965年4月1日 - 呉羽町が富山市に編入されたことに伴い、現校名の富山市立呉羽小学校に改称[20]。
- 1980年5月24日 - 北陸随一の威容を誇る太刀山道場が完成[21]。
- 1983年3月 - 校舎第1期工事により後館西側が竣工[22]。
- 1984年2月 - 校舎第2期工事により後館東側が竣工[22]
- 1986年3月 - 校舎第3期、第4期工事により前館西側が竣工[22]
- 1987年2月 - 校舎第5期工事により体育館、東昇降口、作法室などが竣工[22]。同月28日、落成記念式が挙行される[23]。
- 1988年
  - 3月12日 - 校門落成記念式挙行[24]。
  - 10月22日 - 旧体育館跡に交通公演が完成[25]。
- 1993年7月15日 - グラウンド改修工事を実施（同年8月31日まで）[26]。

## 通学区域
追分茶屋、呉羽苑、呉羽川西、呉羽貴舟巻、呉羽昭和町、呉羽新富田町、呉羽つつじが丘、呉羽富田町、呉羽中の町、呉羽東町、呉羽姫本、呉羽本町、呉羽丸富町、呉羽水上町、呉羽三ツ塚、住吉、高木、茶屋新町、茶屋町、花木、吉作、吉作新町

## 進学先
- 富山市立呉羽中学校

## 周辺
- 富山県道321号中沖呉羽線

## 著名な関係者
元校長
- 岡島俊樹（元サッカー選手）

卒業生
- 朝乃山広暉（大相撲力士）

## 特記事項
小学校敷地内には1980年5月24日に完成した相撲場『呉羽太刀山道場』がある。この相撲場は市内吉作出身の第22代横綱太刀山峯右エ門の遺族の寄付で設置されたものである。